# Trichotoma michaelseni
Trichotoma michaelseni är en spindeldjursart som beskrevs av Lawrence 1968. Trichotoma michaelseni ingår i släktet Trichotoma och familjen Gylippidae. Inga underarter finns listade i Catalogue of Life.